# Eldsberga
Eldsberga är en tätort i södra delen av Halmstads kommun i Hallands län och är kyrkbyn i Eldsberga socken.

## Samhället
Eldsberga är ett villasamhälle.
I Eldsberga finns grundskola 1-6, äldreboendet Hemgården samt Eldsberga kyrka med församlingshem. Här finns även  pizzeria, barnavårdcentral och distriktssköterskemottagning.[källa behövs]
På hembygdsgården Dammen bedriver hembygdsföreningen verksamhet. 

## Kommunikationer
Riksväg 15 passerar nära orten. Rakt genom orten passerar Västkustbanan och strax söder om orten ansluter järnvägslinjen från Hässleholm, Markarydsbanan.
Det går en busslinje genom Eldsberga (314) och en linje utanför längs riksväg 15 (324).

## Befolkningsutveckling
| Befolkningsutvecklingen i Eldsberga 1960–2020 | Befolkningsutvecklingen i Eldsberga 1960–2020 | Befolkningsutvecklingen i Eldsberga 1960–2020 | Befolkningsutvecklingen i Eldsberga 1960–2020 | Befolkningsutvecklingen i Eldsberga 1960–2020 |
| --------------------------------------------- | --------------------------------------------- | --------------------------------------------- | --------------------------------------------- | --------------------------------------------- |
|                                               |                                               |                                               |                                               |                                               |
| År                                            |                                               |                                               | Folkmängd                                     | Areal (ha)                                    |
| 1960                                          | 1960                                          |                                               | 316                                           |                                               |
| 1965                                          | 1965                                          |                                               | 359                                           |                                               |
| 1970                                          | 1970                                          |                                               | 488                                           |                                               |
| 1975                                          | 1975                                          |                                               | 611                                           |                                               |
| 1980                                          | 1980                                          |                                               | 741                                           |                                               |
| 1990                                          | 1990                                          |                                               | 734                                           | 96                                            |
| 1995                                          | 1995                                          |                                               | 721                                           | 96                                            |
| 2000                                          | 2000                                          |                                               | 691                                           | 96                                            |
| 2005                                          | 2005                                          |                                               | 717                                           | 96                                            |
| 2010                                          | 2010                                          |                                               | 720                                           | 95                                            |
| 2015                                          | 2015                                          |                                               | 679                                           | 90                                            |
| 2020                                          | 2020                                          |                                               | 770                                           | 103                                           |
|                                               |                                               |                                               |                                               |                                               |